# أنتيوش بيفريل
انتيوش بيفريل شخصية خيالية لساحر محارب ذكر في حكايات بيدل الشاعر وذكر أيضا في سلسلة هاري بوتر للمؤلفة البريطانية ج.ك رولينغ يعتبر انتيوش الاخ الأكبر لاجناتيوس بيفريل وكادموس بيفريل حيث هو مالك عصا شجرة الالدر أول مقدسات الموت
كان أنتيوش، مثل إخوته، ماهر في الفنون السحرية، لكن شخصياً وصف بأنه «رجل محارب». كان أنتيوش وأخوته مصدر إلهام لقصة الأخوة الثلاثة وبالتالي الأسياد الأصليين لمقدسات الموت. وقيل إن أنتيوش يملك العصا الاقوي في العالم، رغم أن الظروف الدقيقة لذلك غير معروفة.

## النشأة ومقابلة الموت
في قصة The Tale of the Three Brothers أو قصة الاخوة الثلاثة، وصف إخوة بيفريل بأنهم قد تلقوا المقدسات من الموت نفسه، بعد استخدام مواهبهم السحرية لعبور نهر غادر كان من المؤكد أن يقتلهم بخلاف ذلك، وطلب انتيوش، لجائزته، عن «عصا قوية أكثر من أي شيء آخر في الوجود: عصا يجب أن تفوز دائما بمبارزات لصاحبها، عصا تستحق ساحرًا غزا الموت!» فذهب الموت لشجرة كانت موجودة علي ضفاف النهر تسمي شجرة الالدر، وصنع عصا من فرعها، وأعطها الي انتيوش.

## ملكية عصا الالدر والموت
في وقت لاحق، انفصل الإخوة الثلاثة. سافر أنتيوش نحو قرية بعيدة، واجتمع بسحر كان معه خلافات ذات مرة. ومعه عصا الالدر، فاز انتيوش بسهولة بالمبارزة التي تلت ذلك. بعد أن ترك أنطونيو ميتا، ترك عدوه في ميتا للاحتفال، حيث كان يتباهى بصوت عال من العصا القوية التي كان قد خطفها «من الموت نفسه»، وكيف جعله لا يقهر. في تلك الليلة، بينما كان نائما، زحف إليه ساحر آخر، وسرق العصا، وطعن انتيوش مباشرة في رقبته حرصا علي اتمام المهمة.

## ما بعد الوفاة
بعد وفاته، تم وضع أتيوش للراحة في فناء الكنيسة من قبل كنيسة أبرشية سانت كليمنتين، في كهف غودريك، بجانب إخوته كادموس وإجناتيوس.
كان أنتيوش قريب بعيدًا لكل من توم مارفولو ريدل وهاري بوتر، حيث كان كل منهما ينحدر من أحد إخوته، كادموس بيفيرل وإيجنتوس بيفيرل على التوالي.

## معني الاسم
قد يكون اسمه إشارة إلى مدينة أنطاكية، وهي مركز رئيسي للمسيحية المبكرة.

## الشخصية والصفات
وفقا لـ حكاية الاخوة الثلاثة، كان أنتيوش رجلًا أراد أن يتجاوز كل شيء ليكون ساحرًا قويًا. على الرغم من أنه كان قوياً جداً، إلا أنه لم يكن راضياً عن مستواه، واستغل فورًا الفرصة للحصول على عصا من الموت تجعله لا يهزم.
لكن رغبة أنتيوش بمثل هذه القوة جعلته أعمى عن النوايا الحقيقية للموت، ومع ذلك، أثبت في وقت لاحق أنه متسامح للغاية وذو إرادة ضعيفة عندما كان يتباهى بمدى قوة عصاه الجديدة للجمهور. كان أنتيوش غير مسؤول وغير حكيم في هذه الطريقة، حيث كان يشرب كمية كبيرة من الكحول ثم يترك عصاه بنفسه دون حماية في ليلة مقتله. تسبب تهور أنتيوش وغروره في كونه أول من إخوة بيفريل يسقطون في أيدي الموت الماكرة.
من الممكن أن تصوير شخصيته كان مجرد خيال من قبل الشاعر بيدل، وأنه لم يكن معروفًا ما هي شخصيته الحقيقية. من الممكن أن تكون شخصيته الحقيقية، مثل اخيه كادموس، أكثر نبلاً من ما يصوره بيدل. تجدر الإشارة إلى أن عصاه، تحتوي في نواتها على شعر ذو ذيل ثعبان، وهي مادة يمكن للذين يستطيعون قبولها (وليس خائفا من) الموت أن يتعاملوا معها. بما أن أنتيوش فعل ذلك لاجل الحصول علي عصا الالدر، وأولئك الذين يقبلون الموت يصبحون نبلاء ونكران الذات (في حالة هاري بوتر)، يمكن الافتراض أن أنتيوش هي بالفعل شخص نبيل في حين أن القليل فقط متبجح.

## القدرات السحرية والمهارات
كان أنتيوش وأخوته قادرين على استخدام (Conjuration)، وهو شكل متطور للغاية من السحر لإنشاء جسر مستقر بما فيه الكفاية للسير عبره (في الحكاية).
سحر الدفاع عن النفس: كان أنتيوش قادراً على قتل منافس في مبارزة والخروج من المعركة سالماً، على الرغم من أن هذا كان في الغالب بسبب استخدامه لعصا الالدر (حسب الرواية).
مالك العصا الأكبر: كان أنتيوش أول ساحر يملك ويروض عصا الالدر، أقوى عصا على الإطلاق. ومع ذلك، على الأقل في قصة بيدل، تم تصويره على أنه شخص لا يستحق حيازة مثل هذه العصا. كان الباس دمبلدور وهاري بوتر مؤهلين لامتلاك العصا الأكبر لأنهم لن يستخدموها أبدا للتفاخر أو القتل. كما في حالة أنتيوش (وفقا للحكاية).
لا أحد يعرف على وجه التحديد كيف امتلك انتيوش عصا شجرة الالدر. على الرغم من أن حكايات الشاعر بيدل يدعون أن العصا أعطيت لأنتيوش بواسطة الموت، إلا أن آخرين، مثل ألبس دمبلدور، وضعوا نظرية مفادها أن أنتيوش صنع العصا بنفسه.